# Henri Martelli
Henri Martelli (Bastia, 5 februari 1895 - Parijs, 15 juli 1980) was een Frans componist. 

## Biografie
Martelli was een leerling van Charles-Marie Widor en Georges Caussade aan het Conservatoire de Paris. In 1919 behaald hij een graad in de rechten aan de Universiteit van Parijs. Hij was hoofd van de muziekprogrammering op de radio van 1940 tot 1944. Hij was secretaris van de Société Nationale de Musique (Nationaal muziekgenootschap) en voorzitter van de Franse afdeling van de International Society for Contemporary Music (ISCM) in 1953. Hij schreef  - in neoklassieke stijl - vele kamermuziekwerken en muziek voor de radio.

## Enkele werken
- Bas-reliefs assyriens op.27 (1928)
- Concert voor orkest op.31 (1931)
- Quatre pièces voor guitare op.32
- Strijkkwartet nr. 1 (1932-33)
- Trio voor viool, cello en piano (1935)
- Sonate voor viool en piano (1936)
- Vioolconcerto nr. 1 (1938)
- Cinq danses, voor piano (1941)
- Sonate voor fluit en piano (1942)
- Strijkkwartet nr.2 (1944)
- Zeven duo's, voor viool en harp (1946)
- Pianoconcert (1948-49)
- Trio voor piano, fluit en cello (1951)
- Symfonie nr. 1, voor strijkorkest  (1953)
- Symfonie nr. 2, voor strijkorkest (1956)
- Divertissement, voor harp (1956)
- Dubbelconcert voor klarinet en fagot (1956)
- Symfonie nr. 3, voor groot orkest (1957)
- Sonate voor altviool en piano (1959)
- Konzertstück voor altviool et piano (1962)
- Rhapsodie voor cello en orkest (1966)
- Concert voor hobo en orkest (1970)

- Bibsys: 3120654
- Bibliothèque nationale de France: cb14794420g (data)
- CiNii: DA12000380
- Gemeinsame Normdatei: 103806407
- International Standard Name Identifier: 0000 0000 7778 8319
- Library of Congress Control Number: n83178799
- MusicBrainz: 66994a02-2b05-45e9-9592-3b17b64f3f07
- Nationale Bibliotheek van Tsjechië: mzk2012719705
- Nationale bibliotheek van Australië: 35641382
- Nationale Bibliotheek van Israël: 987007265038105171
- Nederlandse Thesaurus van Auteursnamen: 175779384
- Réseau des bibliothèques de Suisse occidentale: 02-A003565160
- Système universitaire de documentation: 113748914
- Virtual International Authority File: 15036551
- WorldCat: E39PBJfh9PdhQQKwjWcTmMrcyd